# Corcelles
Corcelles je obec v okrese Bernský Jura v kantonu Bern ve Švýcarsku. Žije zde 205 obyvatel.

## Geografie
Corcelles leží v nadmořské výšce 655 m, vzdušnou čarou 6 km východně od Moutier. Vesnice se nachází v masivu Jury, v oblasti zvané Cornet, východní části údolí, které je známé také jako Grand Val. Corcelles leží na úpatí malého průsmyku La Hauteur (795 m n. m.), který spojuje Crémines s Vermes v kantonu Jura.
Území obce o rozloze 6,8 km² pokrývá nejvýchodnější část údolí Grand Val, které je na severu ohraničeno masivem Mont Raimeux. Na severu se oblast rozprostírá přes hustě zalesněný strmý svah Le Beucle až k náhorní plošině Mont Raimeux (až 1143 m n. m.), kde se nacházejí typické jurské vysokohorské pastviny s velkými smrky stojícími jednotlivě nebo ve skupinách. Jihovýchodní hranici tvoří jurský masiv La Haute Joux, kde se nachází nejvyšší bod Corcelles (1240 m n. m.). Na dálném východě zasahuje území obce přes sedlo do povodí potoka Gabiare, přítoku řeky Scheltenbach (francouzsky La Scheulte). V Corcelles se do Gaibiatu ze severu vlévá potok Gore Virat, který vyhloubil erozní údolí na jižním úbočí hory Mont Raimeux. Tento potok odvodňuje území na západě do říčky Raus, a tím i do řeky Birs. V roce 1997 zaujímala 2 % rozlohy obce zastavěná plocha, 57 % lesy a lesní porosty, 40 % zemědělství a o něco méně než 1 % neproduktivní půda.
Součástí Corcelles je zemědělská osada Raimeux de Corcelles (1115 m n. m.) na náhorní plošině Mont Raimeux a několik samostatných farem. Sousedními obcemi Corcelles jsou Crémines a Seehof v kantonu Bern, Val Terbi v kantonu Jura a Welschenrohr-Gänsbrunnen v kantonu Solothurn.

## Historie

Letecký pohled (1955)

První písemná zmínka o obci pochází z roku 1181 pod názvem Corcellis. Název místa pochází z latinského slova corticella (malý statek). Vesnici pravděpodobně založili německy mluvící zemědělci. Až do konce 18. století spadala pod proboštství opatství Moutier-Grandval v basilejském knížecím biskupství. V letech 1797–1815 patřilo Corcelles k Francii a zpočátku bylo součástí départementu Mont-Terrible, který byl v roce 1800 sloučen s départementem Haut-Rhin. Na základě rozhodnutí Vídeňského kongresu se obec v roce 1815 stala součástí okresu Moutier v kantonu Bern. Od roku 1967 existuje mezi obcemi regionu Cornet komunální spolupráce v oblasti zásobování vodou, čištění odpadních vod a základní školy.

## Obyvatelstvo
| Vývoj počtu obyvatel | Vývoj počtu obyvatel | Vývoj počtu obyvatel | Vývoj počtu obyvatel | Vývoj počtu obyvatel | Vývoj počtu obyvatel | Vývoj počtu obyvatel | Vývoj počtu obyvatel | Vývoj počtu obyvatel | Vývoj počtu obyvatel | Vývoj počtu obyvatel | Vývoj počtu obyvatel |
| -------------------- | -------------------- | -------------------- | -------------------- | -------------------- | -------------------- | -------------------- | -------------------- | -------------------- | -------------------- | -------------------- | -------------------- |
| Rok                  | 1850                 | 1900                 | 1910                 | 1930                 | 1950                 | 1960                 | 1970                 | 1980                 | 1990                 | 2000                 |                      |
| Počet obyvatel       | 180                  | 187                  | 229                  | 205                  | 198                  | 192                  | 184                  | 185                  | 187                  | 205                  |                      |

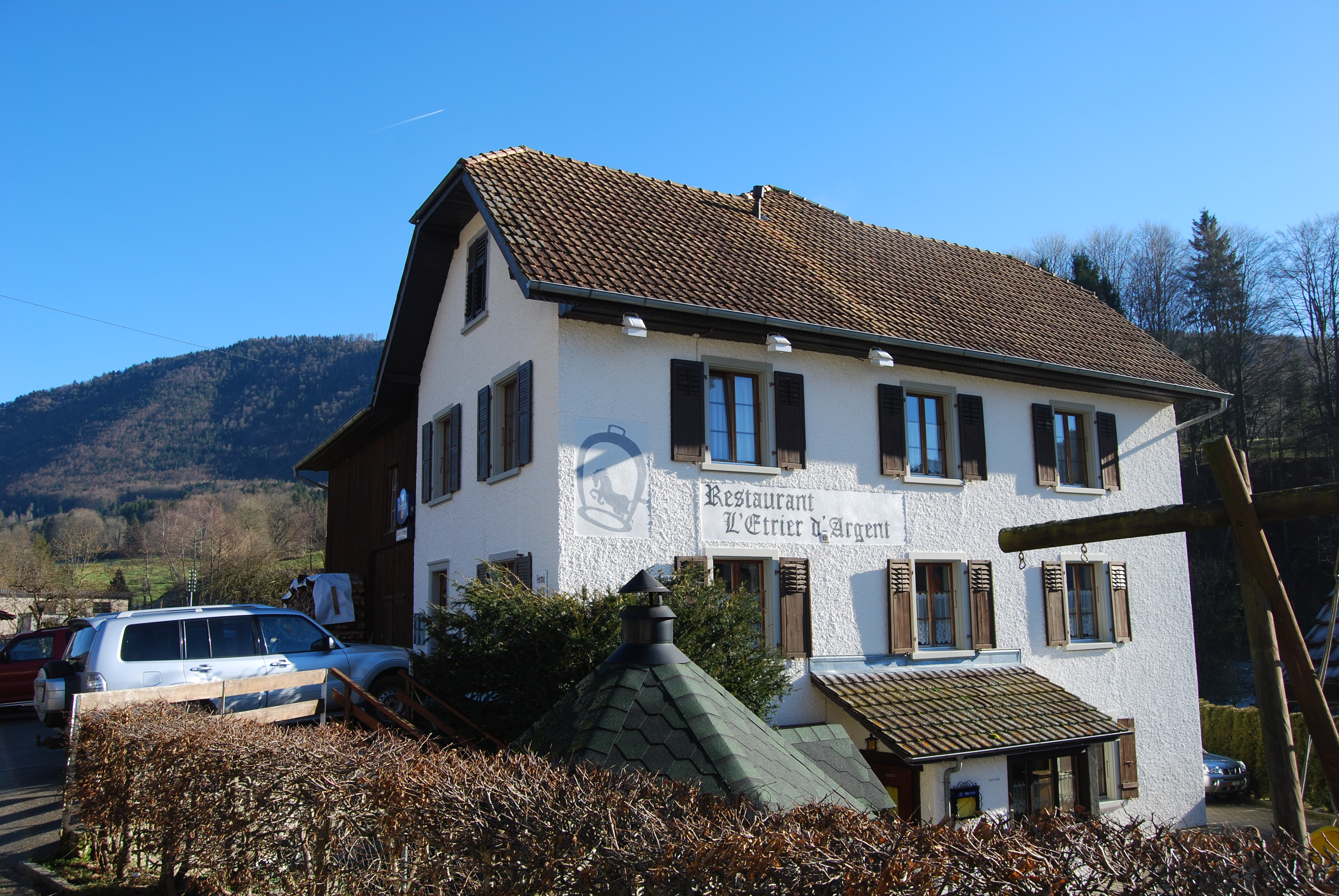
Tradiční architektura v obci

Z celkového počtu obyvatel je 84,4 % francouzsky mluvících a 15,1 % německy mluvících (stav v roce 2000).

## Hospodářství

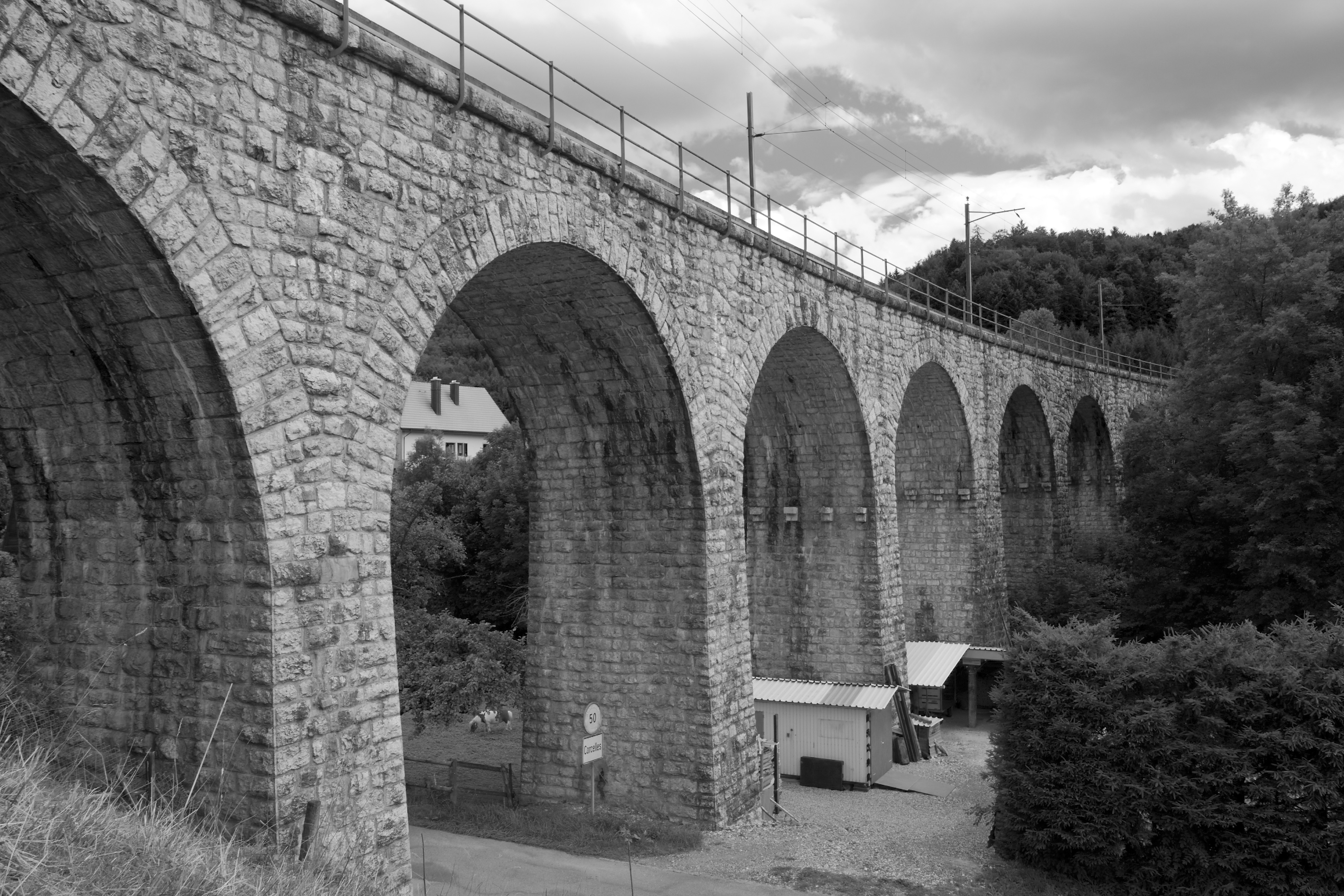
Železniční viadukt v obci

Corcelles je stále zemědělskou obcí s chovem dojnic, dobytka a v nižších polohách i s pěstováním plodin a ovoce. V posledních desetiletích se však Corcelles stále více rozvíjí jako rezidenční obec. Mimo primární sektor je v obci jen několik pracovních míst. Mnoho zaměstnanců dojíždí za prací do Moutier. V 19. století se v okolí Corcelles těžila železná ruda, tavilo se hlavně ve vysokých pecích Ludwiga von Rolla v Gänsbrunnenu, ale malé tavicí pece byly i v samotné obci.

## Doprava
Obec se nachází mimo hlavní dopravní tepny, ale je dobře dostupná z hlavní silnice Moutier–Balsthal. Dne 1. srpna 1908 byla otevřena trať Solothurn–Moutier dráhy Solothurn-Münster-Bahn, která vede z Moutier Weissensteinským tunelem do Solothurnu. Tato trať se stáčí do údolí Corcelles a napojuje obec na síť veřejné dopravy.